# F1 Racing Championship
F1 Racing Championship (parfois appelé F1 Championship '99) est un jeu vidéo de simulation de courses de Formule 1, développé par Ubisoft et édité par Video System et Ubisoft en 2000. Critiqué sur consoles, le jeu devient la référence en matière de simulation de Formule 1 sur PC, ravissant la place de Grand Prix 3 sorti quelques mois auparavant.

## Système de jeu
Le jeu propose de piloter les bolides du championnat du monde de Formule 1 1999, il comprend les 22 pilotes et les 11 écuries sous licence et les 16 circuits reconstitués par GPS avec une qualité inégalée jusqu'alors

## Accueil
Le jeu avait été énormément attendu à sa sortie, les previews accordées aux journalistes étaient unanimes « le jeu s'annonce comme la meilleure simulation de F1 jamais réalisée ». Les graphismes du jeu sur PC étaient très évolués, avec une modélisation par GPS et une excellente profondeur de champ.